# 智勝鮮師
《智勝鮮師》，原名《又見麻辣鮮師》，官方英文名Confucius，是2012年多曼尼製作有限公司製作的新校園喜劇，由曾國城、周曉涵、葉民志、郭昱晴、杜詩梅主演，2011年12月15日開拍，2012年7月13日殺青。本劇是2000年～2004年台灣首部偶像劇《麻辣鮮師》的續作。2012年6月15日中視首播，接檔《翻糖花園》；2012年6月17日八大綜合台首播。本劇獲得行政院新聞局101年度高畫質電視節目補助新臺幣600萬元。

## 播出時間
以下時間以當地時間（台灣時間）為準

### 首播
| 頻道                    | 所在地 | 播放日期及時間                  |
| ----------------------- | ------ | ------------------------------- |
| 中視                    | 台灣   | 2012年6月15日週五22：00         |
| 八大綜合台              | 台灣   | 2012年6月17日週日20：00         |
| 中視HD台 （高畫質首播） | 台灣   | 2012年11月12日週一至週五00：00  |
| J2                      | 香港   | 2013年7月4日週一至週五14：00    |
| 星和都會台              | 新加坡 | 2013年7月24日週二至週五22：00   |
| 洛城18台                | 美國   | 2013年11月26日周一至周五 9-10pm |

### 重播
| 片名     | 頻道       | 所在地 | 播放日期及時間                                                 |
| -------- | ---------- | ------ | -------------------------------------------------------------- |
| 智勝鮮師 | 中視       | 台灣   | 2012年6月16日週六16:30 從2012年8月11日起 改為週六13:30播出     |
| 智勝鮮師 | 八大綜合台 | 台灣   | 2012年6月24日週日16:30                                         |
| 智勝鮮師 | 八大綜合台 | 台灣   | 2012年6月18日週一13:00                                         |
| 智勝鮮師 | 八大綜合台 | 台灣   | 2012年6月18日週一23:30                                         |
| 智勝鮮師 | 八大綜合台 | 台灣   | 2012年7月16日週一07:00 10月29日、11月5日 改為08:00 - 09:30播出 |
| 智勝鮮師 | 八大綜合台 | 台灣   | 2012年9月22日週六22:30                                         |
| 智勝鮮師 | 八大綜合台 | 台灣   | 2012年9月22日週六13:00                                         |
| 智勝鮮師 | 中視HD台   | 台灣   | 2012年11月12日週一至週五03:30、08:00、11:30、15:00、19:30      |
| 智勝鮮師 | 八大綜合台 | 台灣   | 2013年2月6日週一至週五20:00~21:00                              |
| 智勝鮮師 | J2         | 香港   | 2013年7月5日週二至週六01：00                                   |
| 智勝鮮師 | 星和都會台 | 新加坡 | 2013年7月25日週二至週五03：30                                  |
| 智勝鮮師 | 星和都會台 | 新加坡 | 2013年7月27日週六09：00（连播四集）                            |

## 劇情大綱
兩千五百年前，魯國誕生了一個偉人，姓孔、名丘、字仲尼（即孔子）。孔丘自恃天資聰穎，到各個私塾去找夫子踢館，因為他最大的夢想就是打敗那些夫子、自己當夫子。某日孔丘和他的兩個僕人在逛街時，遭到幾名曾與他結怨的夫子以布袋罩住，被拖到一旁的小巷內毒打至死，臨終前大喊：「可恨、生不逢時啊！」孔丘懷著滿腔熱血離世，來到奈何橋前，遇到被雷打死的鄭智勝，陰錯陽差地附身在他身上，穿越時空來到現代，因一時無法適應，而發生許多趣事……

## 演員陣容

### 主要角色

#### 教職員
| 演員   | 角色            | 粵語版配音員 | 介紹 | 登場集數              |
| 曾國城 | 鄭智勝          | 張振聲       | 企二丙國文導師 ；書呆子老師→孔子附身→麻辣教師 27歲→29歲。原本是有著大舌頭的男生，一心想效法孔子教化學生，但看見學生做出「污辱」孔子的事，一氣之下與之對決，最後全輸而被迫離開，之後看到孔子像被漆彈打到，在擦拭時發誓要以自己的精神教化企二丙，否則天打雷劈，結果真有一道閃電落下，到了陰曹地府。因鄭老師在喝下原本是孔子要喝的孟婆湯後失憶，加上陰曹地府因他「陽壽未盡」所導致的「行政疏失」而必須讓他在「陰府醫院」接受「洗胃」治療約一年以上的時間，牛頭馬面說「《智勝鮮師》才開播一個月，就要停播一年嗎？」這一番話讓孔子聽到其中的「智勝鮮師」（諧音），心想應是當老師，所以答應牛頭馬面代替他的靈魂成為老師，因此穿越時空。 | 全劇                  |
| 曾國城 | 孔 子 （丘 兒） | 張振聲       | 年僅18歲的至聖先師。由於飽讀詩書（第六集裡，因對於英文和注音符號卻不懂而遭到打擊），時常到個私塾與夫子踢館，玩十八豆仔很強。遭到暗算而被打掛到了陰曹地府，因鄭智勝喝了自己的孟婆湯而失憶，決心頂替鄭老師而來到現代世界教書。 與小曼亦擔任旁白，但僅於片段。 | 全劇                  |
| 葉民志 | 黃中興          |              | 主任→校長→代課老師→打工餵豬→腳底按摩師傅→校長 在原本任職的學校倒閉後，成了流浪教師，在不同學校裡擔任代課老師。為了討生活，不得不在養豬場打工餵豬。後來遇到陸小曼，小曼對她說還有八個職缺。因此中興成了一個對學生「逢迎拍馬、曲意承歡」的卑微校長。因為孔子靈魂附身在鄭老師身上，讓孔子以為他就是在兩千五百年前的娘。因此附有孔子靈魂的鄭老師在初期遇到他就必定會喊一聲「娘」，讓他人以為他在攀附關係。在第八集與萬人美復合。 | 全劇                  |
| 郭昱晴 | 萬人美          | 潘芳芳       | 萬老師→黃太太→電視購物專家→萬小姐→教務主任兼歷史老師 失去了老師這個身份後，她旋即和黃中興步入了結婚禮堂。從「萬老師」變成了「黃太太」。可惜兩人之間的婚姻並沒有維持多久，之後因黃中興不肯接受自己失去老師身分的事實而離婚。因孔子靈魂附身在鄭老師身上，讓孔子以為她就是在兩千五百年前的爹。因此附有孔子靈魂的鄭老師，在初期遇到她就必定會喊一聲「爹」，讓他人以為他在攀附關係。現在懷有中興的兒子，並在第八集復合。 | 1-9, 11-12, 15-20     |
| 杜詩梅 | 陸小曼          |              | 學生→福利社老闆娘→代理教官(兼護士、秘書及教任生活輔導) 雖有教書熱忱，但面試的教官與職員知道他在《麻辣鮮師》的一些「負面細節」及僅具高中學歷，因此不予以錄用為教師，但因想重回校園的決心感動了他們，並給了他「代理教官」職位。同時也是幫助鄭老師最多的角色。鄭老師被雷劈到後，孔子靈魂附身在身上，讓孔子以為她就是在兩千五百年前的跟班小慢。 第二集起擔任每集片頭旁白。 第12集，正當感到戀情空虛時，劇末與阿虎的「課後輔導」（燭光晚餐），重新燃起當年與Money在一起時的愛情。 在第14集接受曾士強告白並愛上她，第17集時因為禮物問題而變的暫時厭惡他。                                                                             | 全劇                  |
| 周曉涵 | 蔡淑菲          | 郭碧珍       | 英文實習老師 可愛帶點天然呆的英文實習老師。純真的外表下，隱藏著殺手級的好身材。還在念師院的她，一轉調進來就變成了所有學生心目中的夢中情人！更不巧的是，蔡淑菲擁有孔丘在春秋夢中情人淑妃的容貌，讓身處現代的孔丘一見鍾情！因為孔子靈魂附在鄭老師身上，讓孔子以為她就是在兩千五百年前暗戀的淑妃，導致許多誤會。 在第六集節目中，淑菲老師私下透露不為人知的秘密。第14集由於和曾士強關係甚密而被外人誤認為他們在交往，並於該集收到了史丹佛大學入學通知，在鄭老師的真情鼓勵之下決定出國留學，並接受他的告白。第20集與鄭老師網路通話中選擇相信他是孔子                                                                                | 1, 5-6, 8-14, 20      |
| 白 雲  | 菜老闆          | 李建良       | 書報攤老闆 四十多歲的中年大叔，書報攤老闆。因為企二丙的一位銷售高手，導致生意極差，後來因為與鄭智勝有緣相遇，讓他打聽到企二丙中八位最難對付學生的底細。擁有在許多任班級導師經驗累計所撰全套八冊的「企二丙教戰手冊精華版」，以原價新臺幣6,800、熱血教師八折價5,440，且不能以刷卡的販售，想以更低價販售卻仍遭拒絕。因為孔子的靈魂附身在鄭老師身上，讓孔子以為他就是在兩千五百年前的跟班小蔡。 | 1-6                   |
| 白 雲  | 劉德華          | 李建良       | 理事長 城市技術學院理事長。KO桑小弟。 | 2-3, 5, 11, 15, 18-20 |

#### 企二丙學生
| 演員              | 角色                            | 粵語版配音員 | 介紹 | 登場集數 |
| 劉以豪 （以豪哥） | 鄭元斌 （元彬哥‧大彬哥‧花椰菜） | 陳振聲       | 17歲→18歲。天秤座。出身書香世家，運動健將，學校籃球隊隊長。在原本高中籃球聯賽（HBL）的學校，因為與教練的理念不合又把他打成重傷，才被迫轉學，在校成績僅次於王子。 在第六集，為了拉回鄭智勝計畫與Paris裝扮已婚夫妻，其中Paris聽從指示請老師讓座以獲眾人表揚，結果公車煞靈時，導致跌倒計畫失敗。 在第十集，因與穩潔親眼看到牙膏與亞男在一起，誤以為他們感情甚好，於是對他冷漠，直到鄭老師開導，才得知誤會牙膏。在第17集節目中，和穩潔正式交往。 角色命名來源，源自他有「台版RAIN」的稱號，而其本名是鄭智薰，姓氏設定取自於此；名字來源源自韓國藝人元斌。 | 全劇     |
| 陳子胤            | 路子毅 （阿 虎）                |              | 17歲，巨蟹座。家裡經濟狀況不好，因此常常去打工（如燒臘店，但老闆卻時常待他刻薄，並被冷嘲熱諷）。個性比較孤僻，平常不常去學校，就算去了也因打工耗盡許多體力，而在班上睡覺。由於有強健的身體，因此也是跆拳道高手。儘管看似凶猛，但為人是很孝順母親的，只是不太能自我表達。得過總統盃跆拳道亞軍。是最信任鄭智勝的角色。 在第二集，因想幫忙奪回婦人被青少年搶走的錢，反而不幸被他們所捅，成了校園新聞，但在鄭老師相信清白及正向表揚後，獲眾人肯定也重拾夢想，繼續上學與同學和睦相處。第13集，他為了讓虎媽看病，還去了巴震介紹的「地下拳擊場」。第17集，因小草交網友，而擔心不已，在被吃豆腐時，甚至衝動揍了網友。之後和小草一起拍照的照片被Paris看見，導致她和小草友情決裂而因此轉學。喜歡小草，但目前無交往意願。 順帶一提，劇組設定打工地點在燒臘店的原因是要配合春秋時代學生拜見為師者，以「束脩」（鹹豬肉）為拜禮的情境。角色原型為孔子的弟子子路以及負米奉親，名字由孔子學生子路變化而來，且子路小名亦為「阿虎」。 | 全劇     |
| 許皓翔            | 張嘉哲 （牙 膏）                | 陳旭恆       | 16歲，雙子座。家裡經營藥妝店，因此許多學生都愛找他買東西，也成為蔡老闆的競爭對手。在班上是比較愛錢的人，什麼都以錢為主，且鬼點子也很多。但弱點就是不討女孩子的喜歡，時常被發好人卡。 實際家世背景為黑社會，但為能真正交到摯友並刻意隱瞞真相甚久，直到巴震轉到了這間學校……。 在第五集，以為淑菲老師是轉學生，因而示出好意並暗戀著，直到上課廣播及鄭老師叫她「老師」，才知原來是班上英文老師。 在第九集，因張父陰謀得逞，所以與巴震陷入打架鬧事，因此傳到了校方的耳朵。當時張父、校長、教官及鄭老師在場，為牙膏與巴震的事件進行溝通協調，原本要被退學處分的他們，但有鄭老師替學生說話，及兩個人的說詞，終究校長把他們留下。在16集，因為抽到最短的線而和亞妮「假裝」男女朋友，最後卻"弄假成真"正式交往。 | 全劇     |
| 林舒語 （黎 兒）  | 柏麗詩 （Paris）                | 鄭佩嘉       | 16歲，雙子座。被菜老闆稱為「有十條命也玩不起」的正妹，上市公司獨生女。其美貌因許多知名模特兒公司捧著大筆簽約金排隊等著。角色命名來源，源自法國首都巴黎英文音譯。 在第八集，與同學相約吃冰淇淋，巧遇國中同學吳涵雅後匆忙逃走，因國中時相貌醜陋被眾人捉弄潮笑，畢業後改變成功變成萬人迷，但也因此心態膨脹逐漸變得驕傲及霸道，某日國中不為人知的秘密被全校漸漸所知，導致無法面對，但由淑菲老師輔導和鄭老師幫助之下，重獲自信與同學重修舊好，並理解自身錯誤改掉此劣根性。 長久以來喜歡阿虎，但在17集末發現小草和阿虎走得近，以及18集聽到阿虎喜歡的人不是自己，便認為小草背叛自己，並迅速離開這傷心地轉到貴族學校。第19集，因適應不良又忍受不了同學，所以才再次轉回。藉由鄭老師開導和對同學談心讓她寬待人情並放下心結接受事實。 | 全劇     |
| 陳語安            | 曾亞妮 （妮 妮）                | 賴芸芬       | 女，16 歲。魔羯座。個性比較中性比較男孩子氣，個性類似《飛天小女警》的毛毛。擁有一群支持他的人，但似乎不太喜歡他們。若嘲笑她「男人婆」，則會被追求者踐踏到「生不如死」。有一個在海外，且久久才能見面的父親。在鄭老師與小曼安排下，小曼透過電子郵件的方式，將妮妮的父親請到學校，分享她的獎盃榮耀。此外還有一個雙胞胎姐姐曾亞男，然而爸媽離婚，目前與母親同居，則亞妮與父親同居。 在第四集節目當中，被鄭老師的激將法推薦為「城市之花」的五號候選人。結果在企二丙的各個同學努力下，順利當選。 角色命名來源，源自高爾夫球選手曾雅妮。在16集最後和牙膏交往 | 全劇     |
| 邵雨薇 （夢 夢）  | 梁晶晶 （穩潔·亮晶晶）          | 麥智鈞       | 16歲，射手座。由於本身是一位標準的哈韓族與哈日族，因此平常都因為偶像來臺而喜歡翹課，非常喜歡嵐、少女時代，以及Super Junior…等偶像團體，而較想結婚的人物有玄彬及山下智久，且希望與小張（張根碩）拍戲，但不喜歡與小栗旬拍戲，並以「自己很忙」為由而不常到學校上課。角色命名來源，源自臺灣清潔用品「穩潔」當中的廣告台詞「穩潔亮晶晶」，因此外號也是與該產品有相當的關係。 在第11集，被選為與小張的廣告合作對象，雖過程中興高采烈，但被同學恥笑，不甘願的她，重新向經紀人要一些機會，而行程與想像不同而中途離開。回到校園時，因為有淑菲老師激勵及鄭老師的加油打氣，才知道堅持的道理。在17集開始和元斌交往。 | 全劇     |
| 向以丞            | 徐紫庭 （小草·庭庭）            |              | 16歲，天蠍座。外表看似一位很沒有自信的女生，但卻有很獨特的靈異體質，自稱王母娘娘的乾女兒，以及九天玄女的接班人，因此擅長占卜等算命。於每個月農曆十五號的早上八點到下午一點擁有未卜先知的能力，會在班上開設「小草夫人命相館」，供全校師生排隊占卜。家人皆為乩童，家中經營廟宇「拱天宮」。 在第七集因在學校受家人傳聞而不去上學，但是鄭老師與家人溝通之下，開放心胸，也如往地上學。在第17集，因為亞妮、穩潔談戀愛感到羨慕，而交了網友，後來經鄭智勝開導，認為網友小藍不適合她。該集末與阿虎一起拍照被Paris看見，被她認為遭到背叛，兩人友情因此決裂更讓她轉學。18集末，請求阿虎勸她回來。第20集與鄭老師的道別中相信他是孔子。 | 全劇     |
| 李宗霖 （海王子） | 柯瀚傑 （王 子）                | 陳仕文       | 16歲→17歲（第三集後）。處女座。可說是企二丙甚至是整個學校的「老大」。華僑企業家之子，是個聰明絕頂、十項全能的人，在校成績為全校榜首，且已得到哈佛入學證明（以跳級取得）。外表溫文儒雅，但卻讓人捉拿不到其心。 在第三集節目中，因父母不喜歡原本城市的負面評論，因此決定將其轉學到美國。但在鄭老師的極力勸說之下，讓王子能夠繼續成為企二丙一份子，至於為何能留下，劇情未播出，編劇也沒有加以說明。在上課時時常用平板看股市。 | 全劇     |
| 清翰              | 巴 震                           | 黎景全       | 轉學生，牡羊座。家世背景跟張父一樣是混黑社會，從國小、國中至高中混過三十多所學校，轉學原因是來幫助張父觀察牙膏的。眼神看似兇狠，外表也帶有殺氣，但實質上並不壞，力氣甚大，能捏碎一顆蘋果。 在第九集節目中，因為張父陰謀得逞，所以與牙膏陷入打架鬧事，因此此事傳到了校方耳朵。當時張父、校長、陸教官及鄭老師在場，為牙膏與巴震的事件進行溝通協調，原本要以退學處分的他們，但有鄭老師替學生說話，及兩個人的說詞，終究校長把他們留下來了，並受張父之命保護牙膏。在16集以為自己喜歡元斌，並為此煩惱不已，直到學妹向他告白，才確定自己不是同性戀。在17集開始和學妹小蘋果交往。 | 9-20     |

### 其他演員
| 演員   | 角色             | 粵語版配音員 | 介紹 | 登場集數 |
| 乾德門 | 趙得標 （老 趙） |              | 孔廟掃地工，從原本「光啟的老趙」變成了「孔廟的老趙」。專門負責劇情結尾〈古文快譯通〉（或其他如〈Bug放大鏡〉）之講解。 正劇第五集鄭智勝因被學生用「麻醉大象」用的麻醉槍打暈後，被拖至孔廟不管，此時老趙看到鄭智勝自稱是孔子，且說孔廟是他家，卻認為他胡言亂語了，因為覺得許多人就算自稱超級英雄，就是不可能會自稱「孔子」的。 | 1-15     |

### 客串演員
| 演員   | 角色                   | 粵語版配音員 | 介紹 | 登場集數 |
| 謝其文 | 校 長                  |              | 城市技術學院校長。不錄用小曼當老師並給她代理教官職位的面試官。並在第二集的「私吞體保生獎學金案」被揭發而下台 | 1        |
| 林庭旭 | 小梁哥                 |              | 東東購物主持人。與萬人美搭檔，對人美極有好感。 | 1-2      |
| 管謹宗 | 王子爸                 |              | 柯瀚傑父親。知名企業家，一心希望王子能接班他的事業。 | 1, 3, 9  |
| 杜詩梅 | 小 慢                  |              | 孔子的隨從，但因為其他夫子對孔子的不滿，遭到「蓋布袋」的暗算。 | 1        |
| 白 雲  | 小 菜                  |              | 孔子的隨從，但因為其他夫子對孔子的不滿，也遭到「蓋布袋」的暗算。 | 1        |
| 周曉涵 | 淑 妃                  |              | 魯國第一美女，也是孔子一見鍾情的對象，孔子因喜歡他的美貌，甘願將積蓄（陶瓷撲滿）給打破後，取出所有的錢購買其寫真竹簡。 | 1        |
| 嚴乙恩 | 商 人                  |              | 替淑妃代言的商人。 | 1        |
|        | 牛 頭                  |              | 地獄的鬼差。 | 1, 18-19 |
|        | 馬 面                  |              | 地獄的鬼差。 | 1, 18-19 |
|        | 老 闆                  |              | 阿虎的燒臘店老闆。時常對他兇。 | 2, 10    |
| 顏嘉樂 | 林淑芬                 |              | 路子毅母親。體弱多病，為了幫媽媽籌措醫藥費，阿虎不得已走上錯誤的道路，但這一切都是孝心。 | 2, 13    |
| 歡 歡  | 王子媽                 |              | 柯瀚傑母親。希望王子能去美國多見見世面，而不是留在城市這所爛學校。 | 3        |
| 郭昱晴 | 叔梁紇                 |              | 孔子的爹，是為貴族。 | 3        |
| 葉民志 | 顏徵在                 |              | 孔子的娘，為了讓孔子能夠擁有更好的讀書環境而三遷(取自孟母三遷，實際和孔母無關)。 | 3        |
| 陳子胤 | 屠 夫                  |              | 春秋時期屠夫。 | 3        |
| 杜詩梅 | 妓女甲                 |              | 春秋時期「怡紅院」青樓女子。 | 3        |
| 陳語安 | 妓女乙                 |              | 春秋時期「怡紅院」青樓女子。 | 3        |
| 向以丞 | 妓女丙                 |              | 春秋時期「怡紅院」青樓女子。 | 3        |
| 邵雨薇 | 妓女丁                 |              | 春秋時期「怡紅院」青樓女子。 | 3        |
| 林舒語 | 妓女戊                 |              | 春秋時期「怡紅院」青樓女子。 | 3        |
| 劉以豪 | 書生甲                 |              | 春秋時期「哈佛院」書生。 | 3        |
| 許皓翔 | 書生乙                 |              | 春秋時期「哈佛院」書生。 | 3        |
| 李宗霖 | 書生丙                 |              | 春秋時期「哈佛院」書生。 | 3        |
| 鄧筠庭 | 曾亞妮                 |              | 小時候的曾亞妮。 | 4        |
|        | 曾志和 (Chih-he Tseng) |              | 曾亞妮父親。 | 4        |
| 沈玉琳 | KO桑                   |              | 想要把城市技術學院鏟平蓋酒店，城市的金主，和理事長有著黑心的約定。 | 5        |
| 白 雲  | 里 長                  |              | 清白里里長，誇讚鄭智勝對環境的關愛。角色造型，源自高雄市市長陳菊。 | 6        |
| 王俐人 | 小草姐                 |              | 小草的姐姐，在開立廟宇的家中是以智慧女神雅典娜的身分現身。由於自稱為智慧女神，因此在「方城之戰」當中，仍然可以接受其「中國國粹」。剛開始運氣極佳，但因「三太子父親」的神力較強的情況下，還是慘敗。 | 7        |
| 王鏡冠 | 小草大哥               |              | 小草的大哥，在家中是以太上老君的樣子現身 | 7        |
| 林哲旭 | 小草二哥               |              | 小草的二哥，在家中是以釋迦摩尼佛的樣子現身。 | 7        |
| 陳博正 | 小草爸                 |              | 小草爸爸，繼承一間廟宇，自稱是三太子的代言人，也有乩童身分，對其他神明有著溝通能力。因為在家中是神力最強者，因此可以輕易地在「方城之戰」贏得很多的籌碼。 而他也得知鄭智勝曾在數月前被雷擊與在醫院接受治療的事實，但許多人以為鄭智勝站在他們的眼前而錯誤，但實際上是正確的。偶像是韓國天團Super Junior。 | 7, 9     |
| 吳昀廷 | 吳涵雅                 |              | Paris國中同學。 | 8        |
| 白 雲  | 張 朗                  |              | 牙膏父親。白兔幫幫主。看到牙膏已變成學校裡的好人兒失望不已，決定策劃「退學計畫」，其中是陷入打架情節，好讓自己身為父親的驕傲並能夠繼承其位。最後計畫成功，但看到兒子決定自己的人生道路而放棄這個念頭，並決定把幫派系統改為「企業化」的模式。                                                            | 9        |
| 馬利歐 | 七 爺                  |              | 張朗的手下。 | 9        |
|        | 路 人                  |              | 元斌的搭訕對象，跟朋友路過遇見。 | 10       |
| 陳語安 | 曾亞男                 |              | 餐廳「城市小築」服務生。牙膏和元斌的喜歡對象。與妮妮長得很像，是她雙胞胎姊姊。 | 10, 20   |
| 地 球  | 辣豆哥                 |              | 紅吱吱經紀公司經紀人。找穩潔當演員。 | 11       |
| 柯慈輝 | 導 演                  |              | 與辣豆哥一同幫穩潔面試的紅吱吱經紀公司導演。（演員柯慈輝於麻辣鮮師影集裡飾演朱牧一角） | 11       |
| 葉民志 | 老 闆                  |              | 阿虎的老闆，源自《航海王》的魯夫。 | 13       |
| 班 傑  | 曾士強                 |              | 又帥又壯的萬人迷體育老師，與淑菲是舊識，互稱菲菲、強強。離開前與陸小曼告白。 | 14       |
| 黃薇渟 | Cindy                  |              | 三年級學姊，喜歡曾亞妮。 | 16       |
|        | 小蘋果                 |              | 一年級學妹，喜歡巴震。後似乎與巴震有所進展。 | 16       |
| 嚴乙恩 | 小 藍                  |              | 交友網站暱稱「火星人小藍」，美式餐廳服務生。小草網友，實質上是個誘色騙財的網路男蟲。 | 17       |
| 高逸凡 | 餐廳客人               |              | 小藍的餐廳客人。 | 17       |
| 劉薰愛 | 小 愛                  |              | 小藍的餐廳客人。 | 17       |
| 楊駿文 | 王氏子                 |              | Paris貴族學校同學。源自「王世子」（閣樓上的王子主角）。 | 18,19    |
| 佳 琪  | 隋 糖                  |              | Paris貴族學校同學，亦是朋友。源自隋棠。 | 18,19    |
| 陳筱蕾 | 張子怡                 |              | Paris貴族學校同學。源自章子怡。 | 18,19    |
| 白 雲  | 閻羅王                 |              | 陰間地獄的主宰，因錯看生死簿而讓孔子提前離世。 | 19,20    |
| 馬利歐 | 雷神索餌(雷公索餌)     |              | 即神祇雷公。名稱源自電影《雷神索爾》。 | 19,20    |
|        | 許 壘                  |              | 一時走錯的老師。被企二丙的同學誤聽為《麻辣鮮師》的徐磊。 | 20       |

## 音樂
| 曲別   | 歌名       | 演唱者                 | 作詞         | 作曲     |
| 片頭曲 | 戀愛考場   | 企二八咖               | 陳柏蒼       | 羅文裕   |
| 片尾曲 | 甜甜       | 林舒語、邵雨薇、萬瑋喬 | 王雅君       | 唐寧     |
| 插曲   | 就在不遠方 | 陳子胤                 | 楊耀程       | 木村充利 |
| 插曲   | 安全感     | 唐寧                   | 唐寧、王雅君 | 唐寧     |

- 原聲帶製作人：陳柏全

配樂
| 曲別 | 曲名                 | 作曲       |
| 插曲 | 胡桃鉗－糖梅仙子之舞 | 柴可夫斯基 |

## 相關商品

### 電視原聲帶
智勝鮮師電視原聲帶，原聲帶中收錄了劇中大部份的所有歌曲。台灣於2012年10月19日數位發行。

#### 曲目
| 智勝鮮師 | 智勝鮮師                       | 智勝鮮師     | 智勝鮮師 | 智勝鮮師               | 智勝鮮師 |
| 曲序     | 曲目                           |              | 作曲     | 演唱                   | 时长     |
| -------- | ------------------------------ | ------------ | -------- | ---------------------- | -------- |
| 1.       | 戀愛考場                       | 陳柏蒼       | 羅文裕   | 企二八咖               | 3:20     |
| 2.       | 甜甜                           | 王雅君       | 唐寧     | 林舒語、邵雨薇、萬瑋喬 | 3:37     |
| 3.       | 就在不遠方                     | 楊耀程       | 木村充利 | 陳子胤                 | 4:48     |
| 4.       | 安全感                         | 唐寧、王雅君 | 唐寧     | 唐寧                   | 4:57     |
| 5.       | 戀愛考場(演奏版)               |              |          |                        | 1:38     |
| 6.       | 甜甜(演奏版)                   |              |          |                        | 1:20     |
| 7.       | 甜甜(火星文版)（配樂）         |              |          |                        | 2:50     |
| 8.       | 甜甜(抒情版)（配樂）           |              |          |                        | 1:57     |
| 9.       | 就在不遠處(勵志演奏版)（配樂） |              |          |                        | 2:43     |
| 10.      | 安全感(演奏版)（配樂）         |              |          |                        | 2:32     |
| 11.      | 安全感(火星文版)（配樂）       |              |          |                        | 2:29     |

## 重要場景
- 校園拍攝地點：臺北城市科技大學
- 古文快譯通拍攝地點 ：台北孔廟

## 大事記
| 日期           | 活動名稱                             | 頻道 | 播出時間 | 備註 |
| 2011年12月20日 | 《智勝鮮師》記者會                   | 無   | 未知     | 【活動地點】台北孔廟 【參與演員】曾國城、葉民志、郭昱晴、杜詩梅 、企二丙。                                                          |
| 2011年12月15日 | 《智勝鮮師》開拍                     | 無   | 未知     | |
| 2012年6月11日  | 《智勝鮮師》到型男大主廚作宣傳       | 三立 | 19：00   | 【參與演員】曾國城、杜詩梅、葉民志、劉以豪、林舒語                                                                                  |
| 2012年6月11日  | 《智勝鮮師》到大學生了沒作宣傳       | 中天 | 23：00   | 【參與演員】陳子胤、萬瑋喬、陳語安、林舒語                                                                                          |
| 2012年6月11日  | 《智勝鮮師》首映會                   | 中視 | 20：00   | 【活動地點】景文高中 【參與演員】曾國城、杜詩梅、葉民志、郭昱晴、白雲、企二丙                                                       |
| 2012年6月12日  | 《智勝鮮師》到康熙來了作宣傳         | 中天 | 22：00   | 【參與演員】曾國城、劉以豪、邵雨薇、陳語安、林舒語                                                                                  |
| 2012年6月14日  | 《智勝鮮師》到SS小燕之夜作宣傳       | 中天 | 21：00   | 【參與演員】劉以豪、萬瑋喬 |
| 2012年6月15日  | 《智勝鮮師》首播                     | 中視 | 22：00   | |
| 2012年6月17日  | 《智勝鮮師》首播                     | 八大 | 20：00   | |
| 2012年6月18日  | 《智勝鮮師》師慶功                   | 無   | 20：00   | |
| 2012年6月30日  | 《智勝鮮師》到你猜你猜你猜猜猜作宣傳 | 中視 | 22：00   | 【參與演員】白雲、萬瑋喬、林舒語 |
| 2012年7月3日   | 《智勝鮮師》到娛樂百分百作宣傳       | 八大 | 18：00   | 【參與演員】許皓翔、清翰 |
| 2012年7月7日   | 《智勝鮮師》到娛樂百分百作宣傳       | 八大 | 18：00   | 【參與演員】曾國城、劉以豪、許皓翔、邵雨薇、萬瑋喬、林舒語、杜詩梅、于清翰                                                          |
| 2012年7月13日  | 《智勝鮮師》殺青                     | 無   |          | |
| 2012年7月13日  | 《智勝鮮師》殺青及酒宴               | 無   |          | 【活動地點】過海香辣蟹餐廳 【參與演員】曾國城、白雲、杜詩梅、葉民志、劉以豪、李宗霖、萬瑋喬、邵雨薇、許皓翔、陳語安、林舒語、于清翰 |
| 2012年7月14日  | 《智勝鮮師》到綜藝大本營作宣傳       | 中視 | 20：00   | 【參與演員】曾國城、李宗霖、萬瑋喬、邵雨薇、劉以豪、許皓翔、林舒語                                                                  |
| 2012年7月27日  | 《智勝鮮師》到百萬小學堂作宣傳       | 台視 | 20：00   | 【參與演員】白雲、李宗霖、邵雨薇 |
| 2012年7月28日  | 《智勝鮮師》到綜藝大本營作宣傳       | 中視 | 20：00   | 【參與演員】曾國城、白雲、李宗霖、萬瑋喬、邵雨薇、劉以豪、許皓翔、林舒語                                                            |
| 2012年7月29日  | 《智勝鮮師》到超級總動員作宣傳       | 東森 | 11：00   | 【參與演員】許皓翔、李宗霖 |
| 2012年8月3日   | 《智勝鮮師》到娛樂百分百作宣傳       | 八大 | 18：00   | 【參與演員】劉以豪、李宗霖、邵雨薇、陳語安                                                                                          |
| 2012年11月1日  | 《智勝鮮師》到SS小燕之夜作宣傳       | 中天 | 20：00   | 【參與演員】邵雨薇、陳子胤 |
| 2012年11月11日 | 《智勝鮮師》宣傳原聲帶               |      |          | 【活動地點】台北、台中、高雄【參與演員】企八咖                                                                                      |
| 2012年11月12日 | 《智勝鮮師》到娛樂百分百作宣傳       | 八大 | 18：00   | 【參與演員】邵雨薇、萬瑋喬、林舒語                                                                                                  |

## 收視率

### 中視週五首播
| 播映日期                                                                  | 集數     | 標題                        | 平均收視率 | 收視排名 | 備註 |
| 2012年6月15日                                                             | Round 1  | 穿越吧 孔子                 | 1.53       | 2        | 《古文快譯通》內容：六藝篇/六藝解說 《古文快譯通》登場人物：鄭智勝（孔 子） 本集主要人物：鄭智勝 本集相關人物：陸小曼、黃中興、萬人美、徐磊、企八咖                                                          |
| 2012年6月22日                                                             | Round 2  | --                          | 1.43       | 2        | 《古文快譯通》內容：束脩篇/束脩解說 《古文快譯通》登場人物：阿 虎 本集主要人物：路子毅 本集相關人物：林淑芬（路母）、鄭智勝                                                                                  |
| 2012年6月29日                                                             | Round 3  | 我不想要去哈佛              | 1.30       | 2        | 《古文快譯通》內容：Bug放大鏡篇/是孟子不是孔子 《古文快譯通》登場人物：王 子 本集主要人物：柯瀚傑 本集相關人物：企八咖、柯爸、柯母、鄭智勝                                                                   |
| 2012年7月6日                                                              | Round 4  | 都是國王惹的禍              | 1.17       | 2        | 《古文快譯通》內容：Bug放大鏡篇/黃香跟你沒關係 《古文快譯通》登場人物：妮 妮 本集主要人物：曾亞妮 本集相關人物：企八咖、小曾亞妮、曾爸、鄭智勝                                                               |
| 2012年7月13日                                                             | Round 5  | 那一年，我們都愛淑妃（菲）… | 1.01       | 3        | 《古文快譯通》內容：食色性也篇 《古文快譯通》登場人物：牙 膏 本集相關人物：張嘉哲、蔡淑菲 本集相關人物：企八咖、劉德華、KO桑、鄭智勝                                                                         |
| 2012年7月20日                                                             | Round 6  | 不恥下問                    | 1.02       | 2        | 《古文快譯通》內容：不恥下問篇 《古文快譯通》登場人物：元彬哥 本集主要人物：鄭智勝 本集相關人物：陸小曼、企八咖                                                                                              |
| 2012年7月27日                                                             | Round 7  | 我的爸爸是乩童              | 1.17       | 2        | 《古文快譯通》內容：易經算命篇/易經可以算命 《古文快譯通》登場人物：小 草 本集主要人物：徐紫庭 本集相關人物：企八咖、小草爸、小草姐、小草大哥、小草二哥、鄭智勝                                              |
| 2012年8月3日星期五中視因播出特別節目《倫敦奧運看中視-體操》，暫停播出一次 |          |                             |            |          | |
| 2012年8月10日                                                             | Round 8  | Paris的秘密                 | 1.15       | 1        | 《古文快譯通》內容：亮晶晶篇/這就是愛阿 《古文快譯通》登場人物：穩 潔 本集主要人物：柏麗詩 本集相關人物：吳涵雅、企八咖、蔡淑菲、鄭智勝、黃中興、萬人美 本週第一次拿到第一寶座                               |
| 2012年8月17日                                                             | Round 9  | 我不是大佬                  | 0.93       | 2        | 《古文快譯通》內容：巴震篇/大家都是好朋友 《古文快譯通》登場人物：巴 震 本集主要人物：巴 震、張嘉哲 本集相關人物：張 朗、鄭智勝、黃中興                                                                      |
| 2012年8月24日                                                             | Round 10 | 超級好朋友                  | 0.75       | 2        | 《古文快譯通》內容：益者三友篇/友誼長存 《古文快譯通》登場人物：元彬哥 本集主要人物：鄭元斌 本集相關人物：張嘉哲、曾亞男、路子毅、梁晶晶、鄭智勝                                                             |
| 2012年8月31日                                                             | Round 11 | 我想當大明星                | 0.62       | 2        | 《古文快譯通》內容：小草篇/天生我才更有才 《古文快譯通》登場人物：小 草 本集主要人物：梁晶晶 本集相關人物：企九咖、辣豆哥、導演、蔡淑菲、鄭智勝、黃中興、劉德華                                              |
| 2012年9月7日                                                              | Round 12 | 真愛奇蹟                    | 0.67       | 2        | 《古文快譯通》內容：牙膏篇/一起去玩水 《古文快譯通》登場人物：牙 膏 本集主要人物：企九咖、陸小曼 本集相關人物：鄭智勝、蔡淑菲 本集因為這次中視信號微弱，所以部分民眾的電視畫面停留在開場的部分停留約20分鐘。 |
| 2012年9月14日                                                             | Round 13 | Fighting吧～阿虎            | 0.71       | 2        | 《古文快譯通》內容：阿虎篇/虎虎生風 《古文快譯通》登場人物：阿 虎 本集主要人物：路子毅 本集相關人物：林淑芬、企九咖、鄭智勝                                                                                  |
| 2012年9月21日                                                             | Round 14 | 愛要即時                    | 0.70       | 2        | 《古文快譯通》內容：穩潔篇/時光飛逝 《古文快譯通》登場人物：穩 潔 本集主要人物：鄭智勝、蔡淑菲 本集相關人物：陸小曼、曾士強、企九咖                                                                          |
| 2012年9月28日                                                             | Round 15 | 換人做做看                  | 0.74       | 2        | 《古文快譯通》內容：Paris篇/我不要當大人 《古文快譯通》登場人物：Paris 《古文快譯通》至第十五集為止 本集主要人物：黃中興、萬人美 本集相關人物：陸小曼、劉德華、企九咖、鄭智勝                                |
| 2012年10月5日                                                             | Round 16 | 真愛找麻煩                  | 0.76       | 2        | 本集主要人物：曾亞妮、巴震 本集相關人物：企九咖、陸小曼、鄭智勝 |
| 2012年10月12日                                                            | Round 17 | 網友行不行                  | 0.66       | 2        | 本集主要人物：小草、阿虎 本集相關人物：企九咖、小藍、陸小曼、鄭智勝 |
| 2012年10月19日                                                            | Round 18 | 愛情vs友情                  | 0.64       | 2        | 本集主要人物：Paris、小草、阿虎 本集相關人物：企九咖、鄭智勝、黃中興 |
| 2012年10月26日                                                            | Round 19 | 友情逆轉勝                  | 0.50       | 2        | 本集主要人物：Paris、鄭智勝、孔子 本集相關人物：企九咖、閻羅王、雷神索餌、牛頭馬面 |
| 2012年11月2日                                                             | Round 20 | 天下沒有不散的筵席          | 0.71       | 2        | 本集主要人物：鄭智勝（孔子） 本集相關人物：企九咖、陸小曼、黃中興、萬人美、閻羅王、雷神索餌、劉德華 註:完結篇                                                                                                |
| 平均收視                                                                  | -        | -                           | 0.90       | -        | - |

- 同時段節目：
  - 台視：《半熟戀人／花是愛》
  - 民視：《廉政英雄》
  - 三立台灣台：《雨夜花／阿爸的願望》
- 資料來源：中時娛樂
- 《古文快譯通》內容標題以八大電視及多曼尼製作的YouTube影片為準，詳見智勝鮮師「古文快譯通」多曼尼製作YouTube （页面存档备份，存于）

## 製作團隊
- 出品人：賴聰筆、柯宜勤
- 監　製：賴盈蓁
- 製作人：柯宜勤、陳柏蒼
- 統　籌：林志偉
- 編　劇：劉蕊瑄、黃徽容
- 片頭導演：陳家正
- 導　演：柯翰辰、陳彥旭

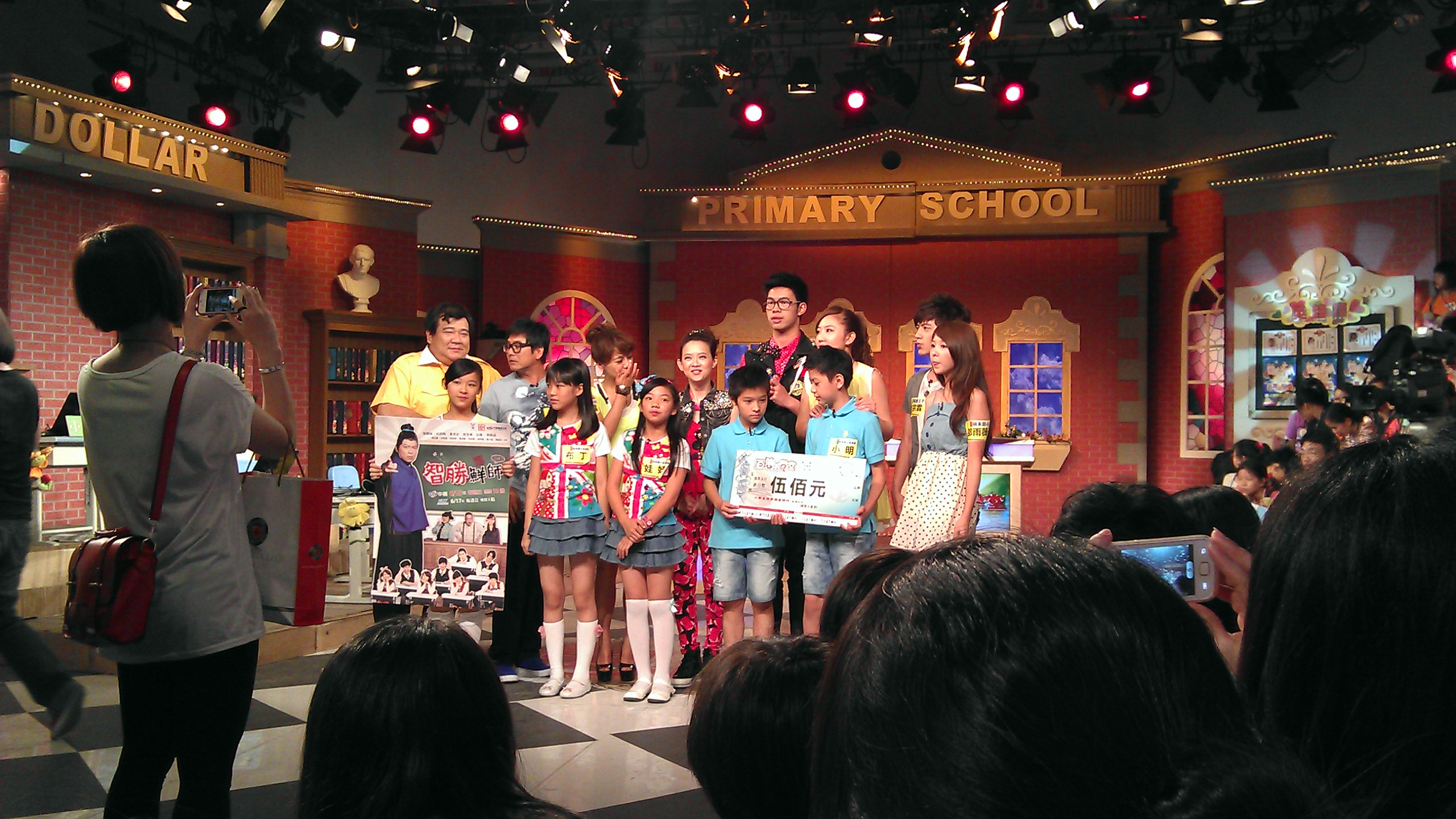
《智勝鮮師》演員於遊戲節目《百萬小學堂》中宣傳戲劇。

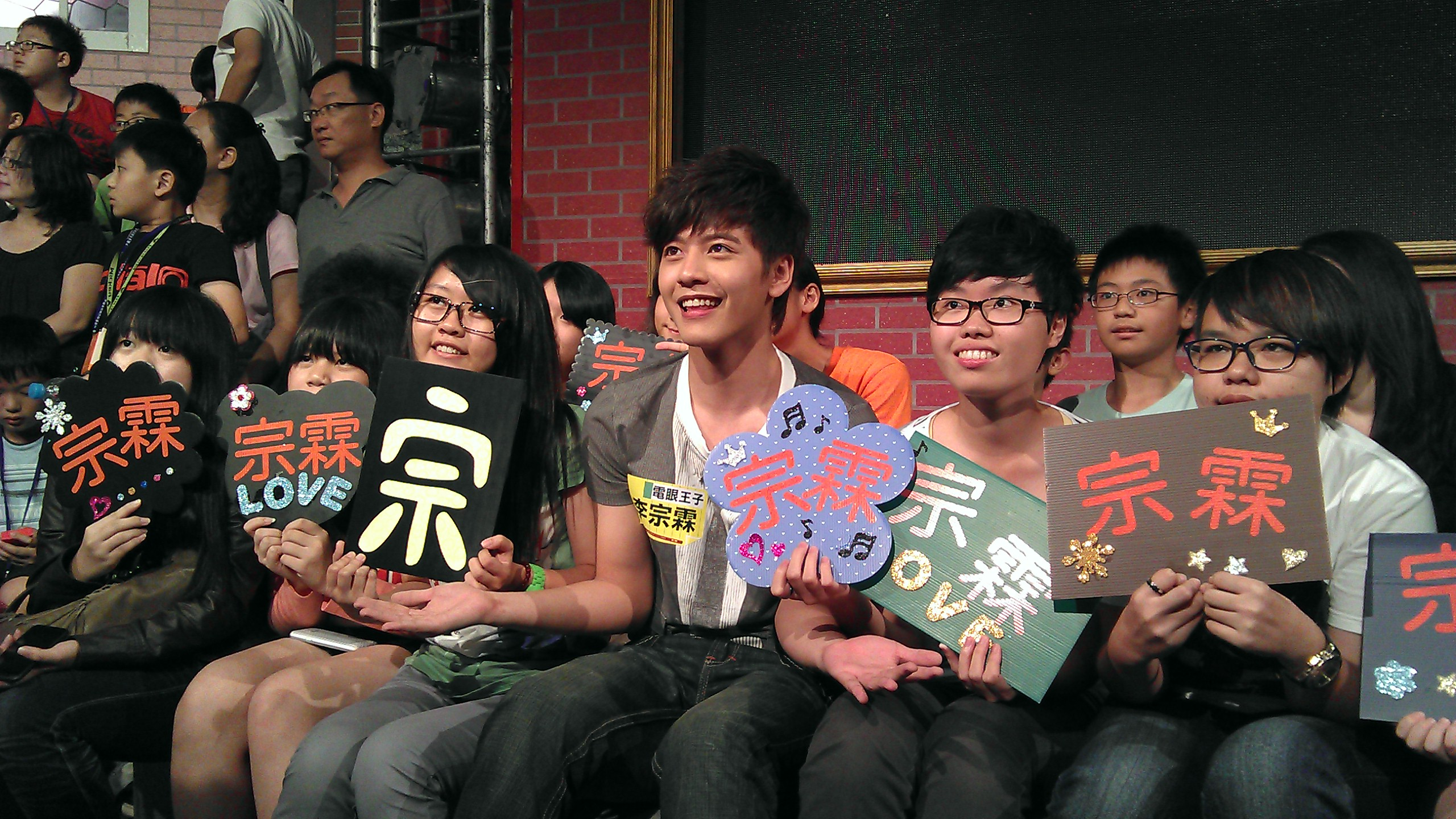
於《智勝鮮師》戲劇內飾演「王子」的演員李宗霖，與觀眾合照。

- 企宣小組：廖祐德、吳盈紡、吳思漢、蘇琬琇、吳文貴、顧惠琴、孫瑞霙、劉欣芸、林胤芝
- 副　導：蔡承麟
- 場　記：呂月文
- 製　片：柯慈輝
- 現場執行：吳華強
- 執行助理：賴育挺、吳俊廷、吳政遠
- 攝影組：大米影視傳播有限公司
- 攝影師：傅允浩、林玉堂
- 攝影助理：孫權岑、林韋誠
- 燈光師：王理逵、李仁貴、潘義元
- 美術指導：黨照樓
- 燈光助理：安書誠、吳逸群、丁子傑
- 道　具：林盈閑、李逸傑、江瑞智
- 髮　型：呂依珊
- 化　妝：小杜個人工作室、王偌涵
- 梳化助理：張吟慈
- 製作公司：多曼尼製作有限公司